# Nationale 1 1965-1966
La Nationale 1 1965-1966 è stata la 44ª edizione del massimo campionato francese di pallacanestro maschile. La vittoria finale è stata ad appannaggio dell'ASVEL.

## Risultati

### Fase a gironi

#### Gruppo A
|    | Squadra              | G  | V  | N | P  | PF   | PS   | P.ti | Qualificazione            |
| -- | -------------------- | -- | -- | - | -- | ---- | ---- | ---- | ------------------------- |
| 1. | Denain               | 14 | 14 | 0 | 0  | 1219 | 804  | 42   | girone 1º/4º posto        |
| 2. | Charleville-Mézières | 14 | 11 | 0 | 3  | 969  | 845  | 36   |                           |
| 3. | Auboué               | 14 | 10 | 0 | 4  | 905  | 810  | 34   |                           |
| 4. | Valenciennes         | 14 | 7  | 1 | 6  | 807  | 881  | 29   |                           |
| 5. | R.C. de France       | 14 | 4  | 1 | 9  | 938  | 1019 | 23   | retrocesse in Nationale 2 |
| 6. | Franconville         | 14 | 4  | 1 | 9  | 876  | 1026 | 23   | retrocesse in Nationale 2 |
| 7. | Ménilmontant         | 14 | 3  | 0 | 11 | 882  | 1016 | 20   | retrocesse in Nationale 2 |
| 8. | Nilvange             | 14 | 1  | 1 | 12 | 734  | 929  | 17   | retrocesse in Nationale 2 |

#### Gruppo B
|    | Squadra           | G  | V  | N | P  | PF  | PS  | P.ti | Qualificazione            |
| -- | ----------------- | -- | -- | - | -- | --- | --- | ---- | ------------------------- |
| 1. | ASVEL             | 14 | 14 | 0 | 0  | 995 | 678 | 42   | girone 1º/4º posto        |
| 2. | RCM Tolosa        | 14 | 9  | 1 | 4  | 883 | 847 | 33   |                           |
| 3. | Olympique Antibes | 14 | 8  | 0 | 6  | 987 | 895 | 30   |                           |
| 4. | AS Saint-Étienne  | 14 | 8  | 0 | 6  | 834 | 725 | 30   |                           |
| 5. | SA Lione          | 14 | 7  | 1 | 6  | 933 | 862 | 29   | retrocesse in Nationale 2 |
| 6. | ASPTT Nizza       | 14 | 4  | 0 | 10 | 752 | 959 | 22   | retrocesse in Nationale 2 |
| 7. | Stade Marseillais | 14 | 4  | 0 | 10 | 775 | 884 | 22   | retrocesse in Nationale 2 |
| 8. | Olympique Sanary  | 14 | 1  | 0 | 13 | 687 | 996 | 16   | retrocesse in Nationale 2 |

#### Gruppo C
|    | Squadra          | G  | V  | N | P  | PF   | PS   | P.ti | Qualificazione            |
| -- | ---------------- | -- | -- | - | -- | ---- | ---- | ---- | ------------------------- |
| 1. | Bagnolet         | 14 | 13 | 0 | 1  | 1229 | 865  | 41   | girone 1º/4º posto        |
| 2. | Stade français   | 14 | 9  | 1 | 4  | 998  | 819  | 33   |                           |
| 3. | Roanne           | 14 | 8  | 1 | 5  | 844  | 819  | 31   |                           |
| 4. | Strasburgo       | 14 | 8  | 0 | 6  | 876  | 904  | 30   |                           |
| 5. | Vichy            | 14 | 7  | 1 | 6  | 825  | 752  | 29   | retrocesse in Nationale 2 |
| 6. | Clermont-Ferrand | 14 | 3  | 2 | 9  | 813  | 919  | 22   | retrocesse in Nationale 2 |
| 7. | SREG Mulhouse    | 14 | 3  | 1 | 10 | 839  | 1040 | 21   | retrocesse in Nationale 2 |
| 8. | US Métro         | 14 | 1  | 1 | 12 | 735  | 1041 | 17   | retrocesse in Nationale 2 |

#### Gruppo D
|    | Squadra       | G  | V  | N | P  | PF   | PS   | P.ti | Qualificazione            |
| -- | ------------- | -- | -- | - | -- | ---- | ---- | ---- | ------------------------- |
| 1. | ABC Nantes    | 14 | 11 | 1 | 2  | 1047 | 684  | 37   | girone 1º/4º posto        |
| 2. | P.U.C.        | 14 | 11 | 1 | 2  | 1002 | 713  | 37   |                           |
| 3. | Caen          | 14 | 10 | 0 | 4  | 964  | 891  | 34   |                           |
| 4. | SCM Le Mans   | 14 | 8  | 1 | 5  | 1025 | 819  | 31   |                           |
| 5. | ASPO Tours    | 14 | 7  | 1 | 6  | 930  | 914  | 29   | retrocesse in Nationale 2 |
| 6. | ASPTT Limoges | 14 | 4  | 0 | 10 | 773  | 925  | 22   | retrocesse in Nationale 2 |
| 7. | UA Cognac     | 14 | 3  | 0 | 11 | 670  | 1030 | 20   | retrocesse in Nationale 2 |
| 8. | SCA Charenton | 14 | 0  | 0 | 14 | 770  | 1214 | 14   | retrocesse in Nationale 2 |

### Fase finale

#### Girone 1º/4º posto
|    | Squadra    | G | V | N | P | PF  | PS  | P.ti |
| -- | ---------- | - | - | - | - | --- | --- | ---- |
| 1. | ASVEL      | 6 | 4 | 0 | 2 | 418 | 379 | 10   |
| 2. | Denain     | 6 | 3 | 0 | 3 | 450 | 446 | 9    |
| 3. | ABC Nantes | 6 | 3 | 0 | 3 | 376 | 398 | 9    |
| 4. | Bagnolet   | 6 | 2 | 0 | 4 | 431 | 452 | 8    |

#### Girone 5º/8º posto
|    | Squadra              | G | V | N | P | PF  | PS  | P.ti |
| -- | -------------------- | - | - | - | - | --- | --- | ---- |
| 1. | P.U.C.               | 6 | 5 | 0 | 1 | 381 | 301 | 11   |
| 2. | Stade français       | 6 | 3 | 0 | 3 | 454 | 436 | 9    |
| 3. | Charleville-Mézières | 6 | 2 | 0 | 4 | 179 | 232 | 8    |
| 4. | RCM Tolosa           | 6 | 2 | 0 | 4 | 267 | 312 | 8    |

#### Girone 9º/12º posto
|    | Squadra           | G | V | N | P | PF  | PS  | P.ti |
| -- | ----------------- | - | - | - | - | --- | --- | ---- |
| 1. | Olympique Antibes | 6 | 4 | 0 | 2 | 519 | 424 | 10   |
| 2. | Caen              | 6 | 4 | 0 | 2 | 385 | 405 | 10   |
| 3. | Auboué            | 6 | 3 | 0 | 3 | 459 | 449 | 9    |
| 4. | Roanne            | 6 | 1 | 0 | 5 | 309 | 394 | 7    |

#### Girone 13º/16º posto
|    | Squadra          | G | V | N | P | PF  | PS  | P.ti |
| -- | ---------------- | - | - | - | - | --- | --- | ---- |
| 1. | SCM Le Mans      | 6 | 6 | 0 | 0 | 510 | 374 | 12   |
| 2. | AS Saint-Étienne | 6 | 3 | 0 | 3 | 269 | 269 | 9    |
| 3. | Valenciennes     | 6 | 2 | 0 | 4 | 399 | 427 | 8    |
| 4. | Strasburgo       | 6 | 1 | 0 | 5 | 248 | 356 | 7    |

### Classifica finale
| #   | Equipe               |
| --- | -------------------- |
| 1.  | ASVEL                |
| 2.  | Denain               |
| 3.  | ABC Nantes           |
| 4.  | Bagnolet             |
| 5.  | P.U.C.               |
| 6.  | Stade français       |
| 7.  | Charleville-Mézières |
| 8.  | RCM Tolosa           |
| 9.  | Olympique Antibes    |
| 10. | Caen                 |
| 11. | Auboué               |
| 12. | Roanne               |
| 13. | SCM Le Mans          |
| 14. | AS Saint-Étienne     |
| 15. | Valenciennes         |
| 16. | Strasburgo           |

| Nationale 1 1965-1966 |
| --------------------- |
| ASVEL 8º titolo       |

## Formazione vincitrice
| N° | Naz.               | Ruolo | Sportivo     |  | Alt. |  |
| -- | ------------------ | ----- | ------------ |  | ---- |  |
|    | Francia (bandiera) | A     | Alain Durand |  | 202  |  |
|    | Francia (bandiera) | P     | Alain Gilles |  | 188  |  |
|    | Francia (bandiera) | AG    | Henri Grange |  | 193  |  |